# Korallkígyók

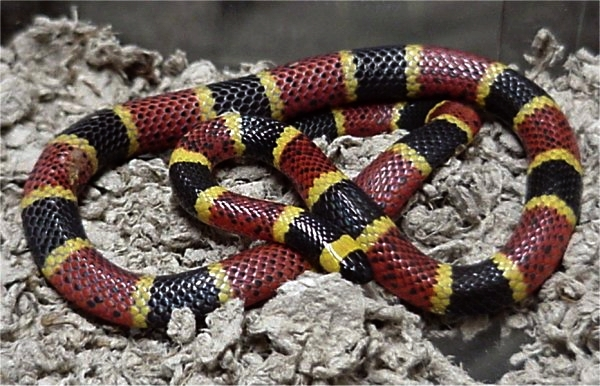
Micrurus tener

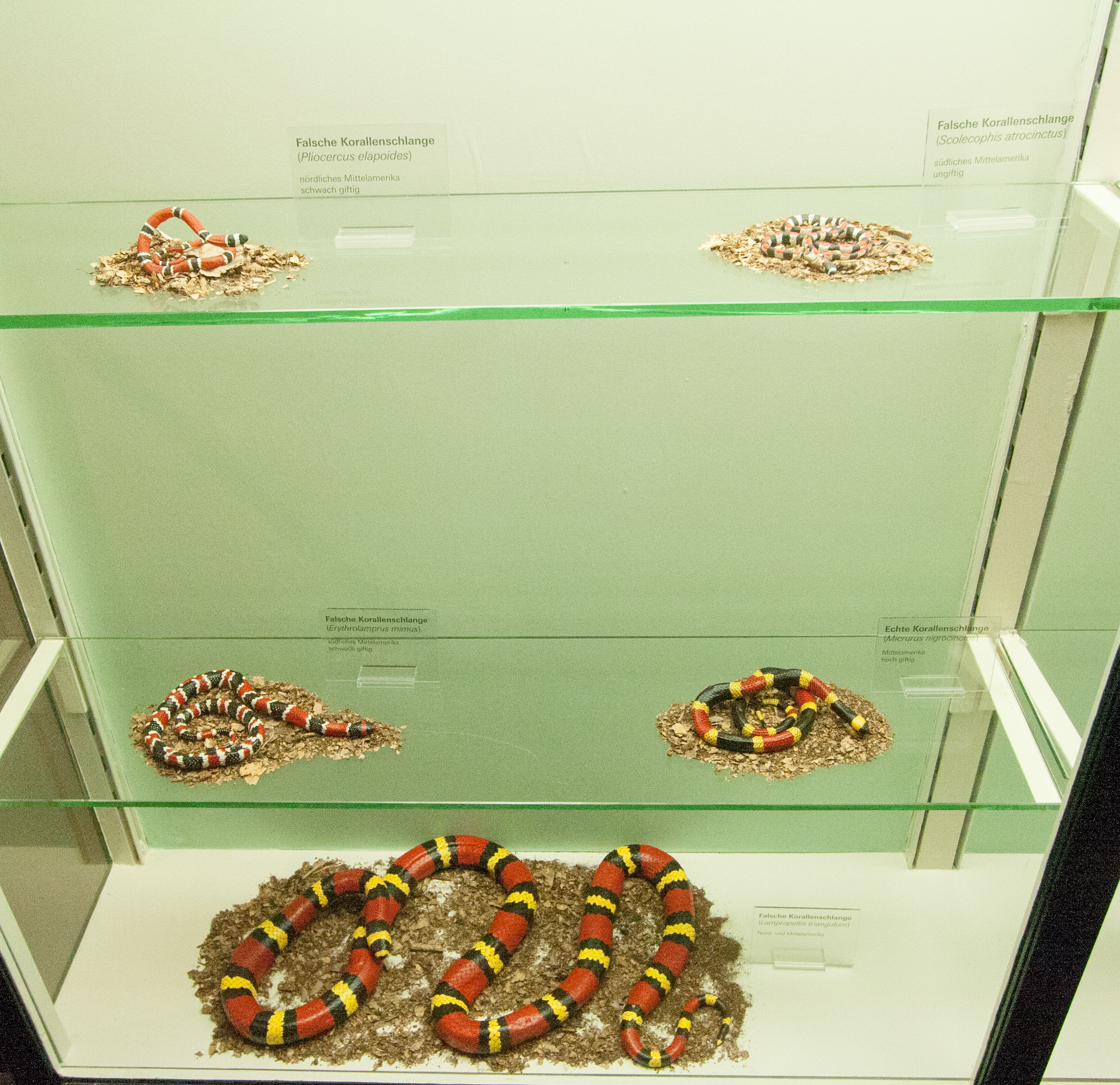
Igazi feketegyűrűs korallkígyó (Micrurus nigrocinctus, középen jobbra) és „hamis”, mimikrit alkalmazó kígyók a Senckenberg Naturmuseum tárlójában

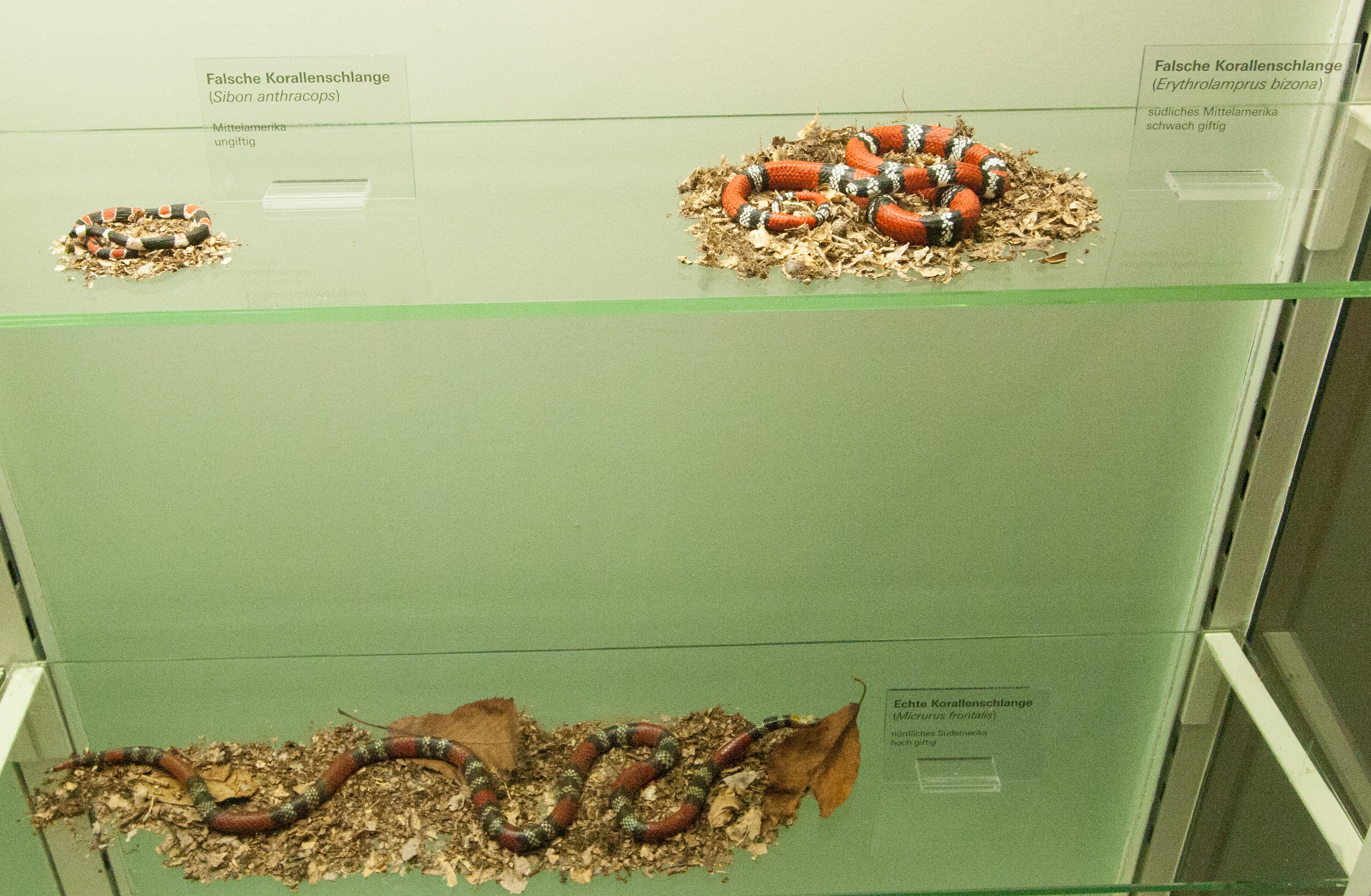
Igazi (Micrurus frontalis, lent) és hamis korallkígyók a Senckenberg Naturmuseumban

A korallkígyók (Micrurus) a hüllők (Reptilia) osztályának a pikkelyes hüllők (Squamata) rendjébe, ezen belül a mérgessiklófélék (Elapidae) családjába tartozó nem.

## Előfordulásuk
A valódi korallkígyók Észak-, Közép- és Dél-Amerikában élnek. Dél-Amerikában Brazília, Kolumbia és Venezuela trópusi területein, az Amazonas medencéjében fordulnak elő, Észak-Amerikában pedig Floridában, Észak- és Dél-Karolinában, nyugaton Texasig és Mexikó északi területein. A korallkígyók széles körben elterjedtek és nem veszélyeztetettek.

## Megjelenésük
A nőstény testhossza legfeljebb 80 centiméter, a hímé legfeljebb 60 centiméter. Az állatok színezete feltűnő, általában piros, fehér, sárga és fekete keresztgyűrűk vannak rajtuk. Ezeknek számos kombinációja található meg. E feltűnő színek az ellenség elriasztására szolgálnak. Ezért nem rokon fajok is használják e színeket. Amikor ártalmatlan állatok utánozzák a veszélyes állatok színezetét, Mertens-féle mimikrinek nevezzük a jelenséget. Minden valódi korallkígyó méregfoggal rendelkezik.

## Életmódjuk
E nem fajai magányosan élnek. Táplálékuk mindenekelőtt más kígyók és gyíkok. Egy alkalommal 6 évig és 11 hónapig tartottak fogságban egy korallkígyót (elfogásakor azonban nem ismerték életkorát).

## Szaporodásuk
Az ivarérettséget 2-3 éves korban érik el. A párzási időszak késő tavasztól kora nyárig és késő nyártól őszig tart. A nőstény 3-6 tojását június–júliusban rakja le. A kis kígyók két hónappal később kelnek ki, és akkorák, mint egy földigiliszta.

## Rendszerezése
A nembe az alábbi 69 faj tartozik:
- Micrurus albicinctus
- Allen-korallkígyó (Micrurus alleni)
- Micrurus altirostris
- Micrurus ancoralis
- Micrurus annellatus
- Micrurus averyi
- Micrurus bernadi
- Micrurus bocourti
- Micrurus bogerti
- Micrurus browni
- Micrurus camilae
- Micrurus catamayensis
- Micrurus circinalis
- Clark-korallkígyó (Micrurus clarki)
- Micrurus corallinus
- Micrurus decoratus
- Micrurus diana
- atlanti korallkígyó (Micrurus diastema)
- Micrurus dissoleucus
- Micrurus distans
- Micrurus dumerilii
- Micrurus elegans
- Micrurus ephippifer
- karcsú korallkígyó (Micrurus filiformis)
- Micrurus frontalis
- Micrurus frontifasciatus
- keleti korallkígyó (Micrurus fulvius)
- Micrurus hemprichii
- Micrurus hippocrepis
- Micrurus ibiboboca
- Micrurus isozonus
- Micrurus langsdorffi
- Micrurus laticollaris
- Micrurus latifasciatus
- brazil korallkígyó (Micrurus lemniscatus)
- Micrurus limbatus
- Micrurus margaritiferus
- Micrurus medemi
- Micrurus meridensis
- Micrurus mertensi
- Micrurus mipartitus
- Micrurus multifasciatus
- Micrurus multiscutatus
- Micrurus nebularis
- feketegyűrűs korallkígyó (Micrurus nigrocinctus)
- Micrurus oligoanellatus
- Micrurus ornatissimus
- Micrurus pacaraimae
- Micrurus pachecogili
- Micrurus paraensis
- Micrurus peruvianus
- Micrurus petersi
- Micrurus proximans
- Micrurus psyches
- Micrurus putumayensis
- Micrurus pyrrhocryptus
- Micrurus remotus
- Micrurus ruatanus
- Micrurus sangilensis
- Micrurus serranus
- Micrurus spixii
- Micrurus spurelli
- Micrurus steindachneri
- Micrurus stewarti
- Micrurus stuarti
- vízi korallkígyó (Micrurus surinamensis)
- Micrurus tamaulipensis
- Micrurus tener
- Micrurus tschudii